# 肋間內肌
肋間內肌，亦稱內肋間肌（internal intercostal muscles，intercostales interni）在肋骨間，為骨骼肌的一個肌群。兩邊各有11塊肌肉。胸骨為起點，在真肋的軟骨間的肋間隙中，以及假肋的軟骨的末端，向後延伸至肋骨的角度。所以肋間內肌通過腱膜延續到脊椎， 稱爲後肋間膜。

## 结构
肋間內肌的纤维是傾斜的，與肋間外肌一樣，但方向與肋間外肌相反 
在大多数情况下，它们是呼出動作的肌肉。呼气时，肋间内部肌肉的骨间部分（位于上肋骨和下肋骨之间的部分肌肉）会压低并收缩肋骨，收縮胸腔并排出空气。但是，肋間內肌仅在强力呼气時使用，例如咳嗽或运动中，而不用于正常的呼吸。但肋间外肌和肋间内肌的软骨间部分（位于上肋骨和下肋骨的软骨部分之间的肌肉）可通过提高肋骨和扩大胸廓腔，從而幫助吸入。 

## 附加图片

肋间内肌的位置（红色，動畫）。
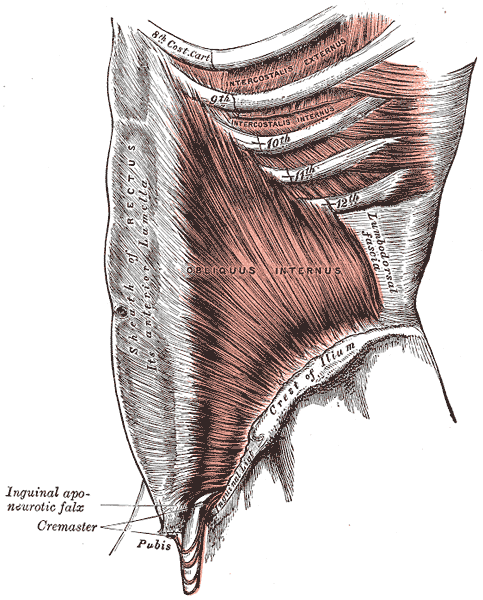
腹内斜肌。
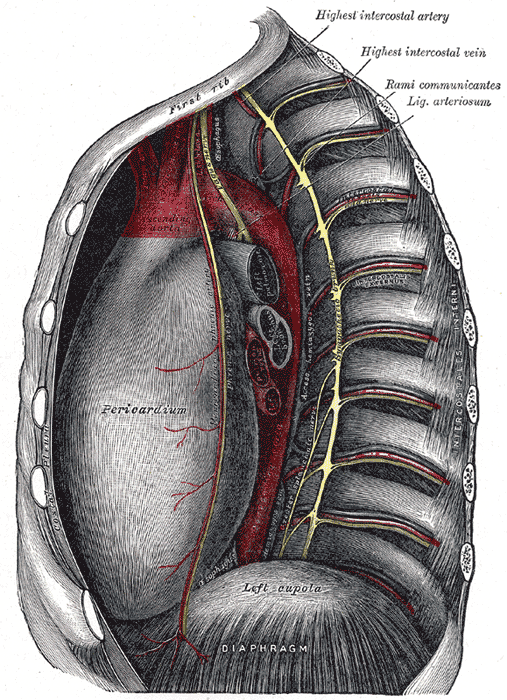
交感神经干的胸部部分。